# Chiesa di Sant'Agostino (Crema)
(Giovan Battista Cogrossi, Fasti istorici di Crema descritti in versi ed arricchiti d'annotazioni che servono come di Storia alla medesima)
La chiesa di Sant'Agostino era un luogo di culto cattolico di Crema. Sopravvive l'attiguo convento divenuto polo culturale e museale della città.

## Storia

### La prima chiesa
Il nobile Giovanni Tommaso Vimercati dispose nel suo testamento che alla sua morte (avvenuta nel 1422) la sua abitazione che si ergeva presso Porta Ombriano fosse concessa in eredità ai frati eremitani conventuali di Sant'Agostino.
Tuttavia, a causa di contese con i parenti del defunto e divergenze con i frati domenicani di San Pietro Martire, gli agostiniani si insediarono nel 1439 da tutt'altra parte – presso una casa della famiglia Terni – dove adattarono ad oratorio un'abitazione civile installando una campana sul camino comandata da una corda che scendeva nella canna fumaria.
L'elevazione della prima vera e propria chiesa ebbe principio nel 1443; la facciata fu completata nel 1466 e dieci anni dopo l'edificio fu ulteriormente ampliato con un portico e una cappella, mentre contestualmente procedeva il cantiere per il nuovo monastero.
Altro adeguamento la chiesa l'ebbe nel 1508 con l'inaugurazione di una nuova cappella.
Secondo gli atti della visita apostolica di monsignor Giovanbattista Castelli, avvenuta nel 1579, questa chiesa possedeva undici altari e precisamente dedicati: alla Beata Vergine, a San Nicola (di proprietà della famiglia Benzoni e dotato dei Benvenuti), a San Pantaleone (Suardi), a Santa Caterina (Marazzi), a Santa Monica (Fogaroli), a Santa Liberata, a Santa Maria Maddalena (Terni), alla Santa Croce (Passerotti), a San Tommaso (Braguti), alla Trasfigurazione di Gesù, alla Visitazione della Beata Vergine Maria (di proprietà del podestà).
Al termine della visita di monsignor Girolamo Regazzoni del 1583 vengono citati gli altari della Resurrezione, dell'Assunzione, della Trasfigurazione, di San Tommaso, di Santa Maria Maddalena, della Beata Monica, di Santa Liberata e di San Pantaleone.

### La seconda chiesa

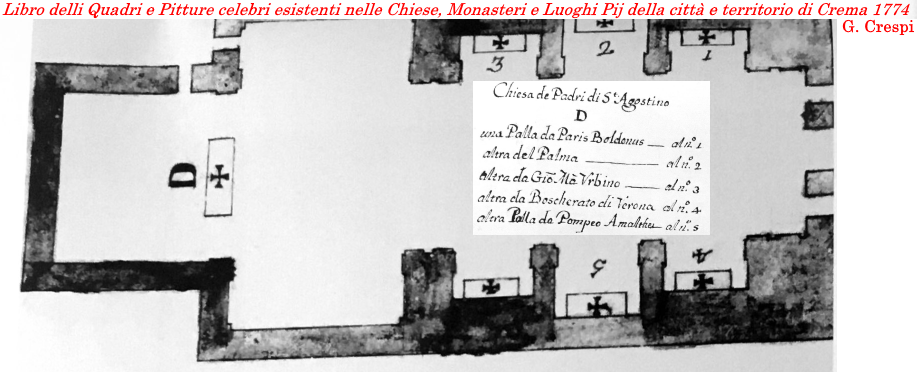
La pianta della chiesa seicentesca.

Agli inizi del XVII secolo il convento era notevolmente accresciuto di importanza da cui la necessità di mettere mano alla costruzione della chiesa; fu il nobile Gaspare Sangiovanni Toffetti a fornire i dovuti mezzi per progettare un totale rifacimento di tribuna, presbiterio e altare maggiore; per la facciata fu chiesto il progetto a Francesco Maria Richini, già operativo a Crema per la chiesa di San Benedetto.
La direzione dei lavori fu affidata al capomastro Francesco Arioldo e la cerimonia della posa della prima pietra avvenne il 4 luglio 1642 alla presenza del vescovo Alberto Badoer; la consacrazione avvenne nel 1647 per quanto i lavori erano ancora incompiuti e si protrassero fino al 1678 con il termine della costruzione del tiburio.
Già molto ridotti di numero, gli eremitani agostiniani sopravvissero al decreto della Repubblica di Venezia del 1768 che sopprimeva i monasteri e i conventi con meno di dodici persone; ma nel 1797, intuendo che con l'imminente arrivo dei francesi c'era una concreta possibilità di una confisca, piuttosto che subire un forzato pignoramento i frati proposero un accordo alla Municipalità consegnandole l'intero complesso ottenendo in cambio un vitalizio; si poté giustificare il passaggio in mano pubblica facendo leva al sopracitato Decreto del 1768. Il Comune ottenne così il convento, l’Ospedale degli Infermi, appezzamenti di terreno siti in Credera, Rovereto e Capergnanica. 
All’Ospedale degli Infermi andarono anche gran parte dei beni mobili presenti in chiesa comprese le pale d’altare mentre l'organo settecentesco fu trasferito presso la chiesa parrocchiale di Castiglione d'Adda.
La chiesa, quindi, fu sconsacrata e tutta l'infrastruttura fu adibita ad alloggi militari per ospitare le truppe di stanza a Crema. Non passarono che pochi anni quando nell'anno 1811 iniziò la demolizione della cupola perché interferiva con la visuale del telegrafo ottico installato sulla chiesa di San Bernardino e che doveva comunicare con quello collocato presso la chiesa di Santa Maria in Bressanoro a Castelleone.
Già così mutilata, la chiesa venne, infine, demolita nel 1830.

## Caratteristiche

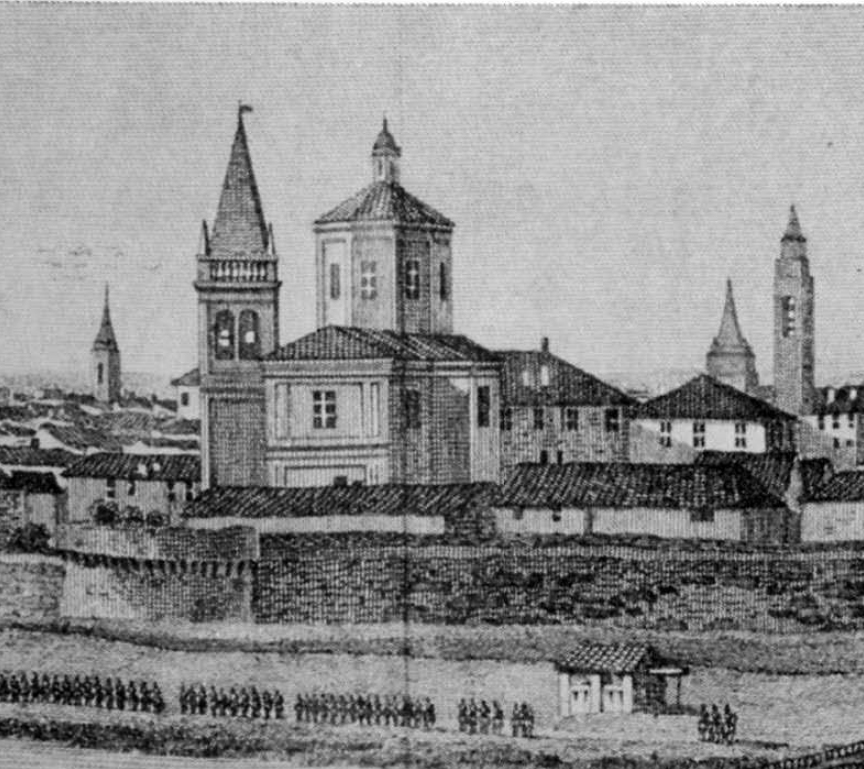
L'abside, il tiburio e il campanile. Particolare dell'incisione Vue de la ville de Crema. La cavalerie française somme le Commandant vénitien de lui livrer l'entrée de cette place. 11 Mai 1796 di Giuseppe Pietro Bagetti.

Il prospetto della chiesa fu pubblicato a cura di Beppe Ermentini su Insula Fulcheria XI (anno 1973): si tratta della fotografia (93x61 mm) esposta in una mostra allestita nel 1966; sarebbe la riproduzione fotografica di un rilievo come dimostrerebbe la sproporzione esistente tra il portale centrale confrontato con gli ingressi laterali, verosimilmente eseguito poco prima della demolizione.
Era una facciata di gusto tipicamente seicentesco a due ordini, di cui quello inferiore diviso in cinque partiture; il portale era molto solenne e il timpano dell’ingresso centrale superava la trabeazione sulla quale si appoggiava l'ordine superiore, più ristretto e con tre specchiature.
Esistono anche due produzioni visive: si tratta di un’incisione di Giuseppe Pietro Bagetti del 1796 e di un dipinto (olio su tela) di proprietà privata, genericamente detto dell’” Olandese”; in entrambi i casi è riprodotta una veduta di Crema dalla riva sinistra del Serio e si vede chiaramente la mole dell'abside e del tiburio alto quanto il vicino campanile.
Per quanto riguarda le dimensioni: la chiesa aveva una superficie notevole misurando 56 metri di lunghezza per 22 di larghezza. Aveva una pianta a croce latina, ad aula unica con tre cappelle per latoi cui altari, stando agli atti della visita pastorale del vescovo Marcantonio Lombardi del 1769 erano dedicati alla Beata Vergine, San Nicola, Santi dell'Ordine eremitano, Santo Sepolcro, all'Assunzione e San Cristoforo.

## Opere disperse
| Madonna in trono tra san Giorgio e san Cristoforo, di Paris Bordon, collocata nella chiesa antica a destra, in una cappella centrale, mentre nel 1774 si trovava alla prima cappella. Fu acquistata dal conte Luigi Tadini nel 1805 per lire 364 e soldi 16 dall’Ospedale ed è ospitata presso l'Accademia Tadini di Lovere. |
| Assunta, di Jacopo Palma il Giovane, collocata al secondo altare di destra, firmata IACOBUS PALMA F, non datata ma ascrivibile alla produzione tarda dell’autore. Di proprietà della Fondazione Benefattori Cremaschi, è in deposito presso il Museo civico di Crema e del Cremasco. |
| Deposizione, di Carlo Urbino; era collocata sul terzo altare a destra della chiesa di Sant'Agostino. Di proprietà della Fondazione Benefattori Cremaschi, è in deposito presso il Museo Civico di Crema e del Cremasco. |
| San Tommaso da Villanova, di Felice Boscarati, proveniente dalla prima cappella sinistra; con la costruzione del nuovo Ospedale Maggiore inaugurato nel 1968 la tela fu trasferita nella cappella del nuovo nosocomio intitolata al Santissimo Salvatore. |
| La pala di Pomponio Amalteo collocata sul secondo altare sinistro secondo Marianna Belvedere non sarebbe più rintracciabile; tuttavia Cesare Alpini la individuerebbe in una tela raffigurante il Compianto sul Cristo morto ora ospitata presso la chiesa parrocchiale di Castelnuovo. |
| Madonna col Bambino, Angeli e santi agostiniani, di fra Sollecito Arisi (firmata e datata F. Bc. SOLLICITVS. LAVDEN: 1591), proveniente da un altare o forse anche da ambienti interni del convento, in deposito presso il Museo Civico di Crema e del Cremasco. Sappiamo che Arisi decorò anche la libreria del convento. |
| San Pantaleone, di autore ignoto, proveniente dalla chiesa o dal convento e ora collocata nella chiesa di San Benedetto. |
| Ipotesi: presso il Museo civico di Crema è esposta una tavola del quattrocento raffigurante San Nicola da Tolentino incoronato da Maria e da sant’Agostino; Nicola da Tolentino è stato uno tra i più venerati santi dell'ordine agostiniano; secondo Cesare Alpini sarebbe di scuola cremasca risalente ad un periodo precedente a Vincenzo Civerchio ritenendo possibile la sua provenienza dalla vecchia chiesa di Sant'Agostino e si tratterebbe della parte centrale e più importante di un polittico. |

## Opere perdute
Libri di spesa, visite pastorali e testimonianze narrano di altre opere; non è certa la presenza di una Maddona in trono con Bambino di Masolino da Panicale, mentre è nota la presenta di una Pietà di tale Johanni Andrea all'altare delle sante Maria Maddalena e Monica e una tela dedicata a San Nicola da Tolentino per l'omonimo altare commissionata a Antonio de Corazolis. Commissioni per "un telerio", un affresco e una tela, sempre su San Nicola da Tolentino sono documentati tra il 1446 ed il 1448 a Pasino de Carozellis.
Secondo la testimonianza di Marcantonio Michiel nella chiesa pre-seicentesca era presenta un affresco o una tavola "pregevole" dedicata alla Deposizione realizzata da Vincenzo Foppa.
È nota anche la commissione a Giovanni Pietro Salserio Bianchi di un'ancona lignea per l’altare della Madonna del Popolo nel 1490.